# Pyre
Pyre (с англ. — «Погребальный костёр») — компьютерная игра, разработанная американской студией Supergiant Games для платформ PlayStation 4, Windows, Linux и MacOS. Игра выпущена 25 июля 2017 года.
Действие игры происходит в некоем подобии чистилища, а игрок управляет группой странников в масках, которым предстоит преодолеть ряд опасных испытаний для обретения свободы.

## Сюжет
События Pyre происходят в вымышленном фэнтезийном мире. В начале игры главного героя подбирают трое путешественников (Хэдвин, Джодариэль и Руки), странствующих вместе в повозке. Трое спрашивают у героя, умеет ли он читать, и дают на изучение книгу, которая приводит в действие так называемый Ритуал (с англ. — «the Rites»).

## Игровой процесс
Игровой процесс Pyre сосредоточен вокруг своего рода спортивной игры, связанной с вышеупомянутым Ритуалом, происходящей в параллельном мире. Главный герой берёт на себя управление тремя путешественниками в битве против трёх соперников на небольшой арене. У каждой команды имеется погребальный костёр (с англ. — «Pyre»), расположенный на противоположной стороне от вражеского. Цель игры — защита собственного и атака вражеского. Разрушить костёр можно с помощью орба (шар, с англ. — «orb»), располагающегося в центральной части арены в начале игры, который можно поднять и бросить в погребальный костёр.
Во время раунда главный герой может налету переключаться между управлением разными членами команды, а также передавать орб от игрока к игроку. Каждый из них может передвигаться по арене, расходуя запас выносливости. Если игроки одной команды становятся вместе, вокруг них образуется зона, опасная для игрока, несущего орб. При её пересечении он временно удаляется из игры. Управляя игроком без орба, можно использовать направленный удар, который при попадании также выкинет соперника из игры.
В свободное от Ритуала время игроку предстоит возглавить путешествие по миру Pyre. В дневное время повозка передвигается, а к ночи останавливается для отдыха. В это время можно поговорить с компаньонами, распределить обязанности по «дому» или же заняться изучением Ритуала, исследуя его особенности и тренируя игроков команды, обучая их новым навыкам.

## Разработка и выпуск
Анонс игры состоялся в 20 апреля 2016 года с выходом релизного трейлера. Геймплей был показан через несколько дней на игровой выставке «Penny Arcade Expo 2016». Игра выпущена 25 июля 2017 года.
Идея Pyre возникла из наработок для предыдущих игр Supergiant Games. Грег Касавин обозначил главный вопрос идеи игры следующим образом: «Что ты почувствуешь, когда будешь смотреть в лицо своим друзьям, в зеркало, вернувшись с поражением, пытаясь смириться с последствиями собственных решений?». Развивая идею того, что поражение является неотъемлемой частью жизни, разработчики пришли к концепции спортивной игры, метафорично отражающей реальное сражение, без насилия, но с тяжелыми последствиями в случае поражения. Однако, было необходимо придумать способ связи этих «сражений». Решением стало создание истории о путешественниках, исследующих огромный мир, вынужденные помимо игр думать о собственном благополучии в дороге. Таким образом, было создано две игровых системы, которые могут по-разному взаимодействовать друг с другом, оказывая значительное влияние в зависимости от выбранного игроком баланса между Ритуалом и путешествием. Касавин был обеспокоен тем, что игроки, которые не вовлечены в повествование игры, могут быть сбиты с толку, из-за чего они не смогут оценить работу этих системы. Поэтому в игре планируется ввести достаточное разнообразие, чтобы сохранить интерес игроков на протяжении игры.

## Отзывы
| Сводный рейтинг       | Сводный рейтинг          |
| Агрегатор             | Оценка                   |
| --------------------- | ------------------------ |
| GameRankings          | 85,90 %                  |
| Metacritic            | (PC) 82/100 (PS4) 85/100 |
| Иноязычные издания    |                          |
| Издание               | Оценка                   |
| Destructoid           | 8,5/10                   |
| EGM                   | 9/10                     |
| Game Informer         | 8,75/10                  |
| GameRevolution        | [ 12 ]                   |
| GameSpot              | 9/10                     |
| IGN                   | 9,7/10                   |
| PC Gamer (US)         | 71/100                   |
| Polygon               | 9/10                     |
| Русскоязычные издания |                          |
| Издание               | Оценка                   |
| 3DNews                | 9/10                     |
| PlayGround.ru         | 8,5/10                   |
| «Игромания»           | 9/10                     |
| «Игры Mail.ru»        | 7/10                     |
| «Канобу»              | 7/10                     |

Отзывы на игру были положительными, средний балл на Metacritic — 82/100 для версии на ПК и 85/100 для версии на PS4.

### Награды
| Год  | Награда                                               | Категория                                    | Результат | Прим.         |
| ---- | ----------------------------------------------------- | -------------------------------------------- | --------- | ------------- |
| 2017 | Golden Joystick Awards                                | Best Storytelling                            | Номинация | [ 22 ]        |
| 2017 | Golden Joystick Awards                                | Best Visual Design                           | Номинация | [ 22 ]        |
| 2017 | Golden Joystick Awards                                | Best Audio                                   | Номинация | [ 22 ]        |
| 2017 | Golden Joystick Awards                                | Best Indie Game                              | Номинация | [ 22 ]        |
| 2017 | The Game Awards 2017                                  | Best Independent Game                        | Номинация | [ 23 ]        |
| 2018 | New York Game Awards 2018                             | Off-Broadway Award for Best Indie Game       | Номинация | [ 24 ]        |
| 2018 | New York Game Awards 2018                             | Tin Pan Alley Award for Best Music in a Game | Номинация | [ 24 ]        |
| 2018 | 21st Annual D.I.C.E. Awards                           | D.I.C.E. Sprite Award                        | Номинация | [ 25 ]        |
| 2018 | National Academy of Video Game Trade Reviewers Awards | Art Direction, Fantasy                       | Номинация | [ 26 ] [ 27 ] |
| 2018 | National Academy of Video Game Trade Reviewers Awards | Game, Original Role Playing                  | Победа    | [ 26 ] [ 27 ] |
| 2018 | National Academy of Video Game Trade Reviewers Awards | Original Light Mix Score, New IP             | Номинация | [ 26 ] [ 27 ] |
| 2018 | National Academy of Video Game Trade Reviewers Awards | Song, Original or Adapted («Vagrant Song»)   | Номинация | [ 26 ] [ 27 ] |
| 2018 | 16th Annual Game Audio Network Guild Awards           | Best Interactive Score                       | Номинация | [ 28 ]        |

### Продажи
Летом 2018 года, благодаря уязвимости в защите Steam Web API, стало известно, что точное количество пользователей сервиса Steam, которые играли в игру хотя бы один раз, составляет 170 731 человек.